# Александровка (Дятловское сельское поселение)
Александровка — опустевшая деревня в Вышневолоцком городском округе Тверской области.

## География
Находится в центральной части Тверской области на расстоянии приблизительно 24 км по прямой на северо-восток от города Вышний Волочёк на правом берегу реки Крутец.

## История
Была отмечена еще на карте Менде (состояние местности на 1848 год). В 1859 году здесь (деревня Вышневолоцкого уезда) было учтено 7 дворов, в 1928 — 11. До 2019 года входила в состав ныне упразднённого Дятловского сельского поселения Вышневолоцкого муниципального района.

## Население
Численность населения составляла 40 человек (1859 год), 0 как в 2002 году, так и в 2010.